# 감람산 설교
감람산 설교 또는 감람산 예언은 마태복음 24장과 25장, 마르코의 복음서 13장, 루가의 복음서 21장에 나오는 공관복음서의 성경 구절이다. 이 설교는 묵시적인 언어를 사용하고 있으며, 하느님 나라의 궁극적인 승리 이전에 예수의 추종자들이 환난과 박해를 겪을 것이라는 예수의 경고를 포함하고 있어 작은 묵시록으로도 알려져 있다. 감람산 설교는 마태복음의 다섯 설교 중 마지막이며, 예수의 기름부음으로 시작하는 예수 수난 이야기 바로 앞에 나온다.
세 공관복음서 모두 이 이야기에 무화과나무의 비유가 포함되어 있다.
예수가 묘사하는 환난이 과거, 현재, 또는 미래의 사건인지 여부는 불분명하다.:p.5 과거주의자들은 이 구절이 주로 예루살렘 성전 파괴와 관련된 사건들을 언급한다고 믿으며 따라서 70년경 마르코 복음서의 시대를 거슬러 올라가는 데 사용한다. 미래주의자들은 이 예언이 여러 부분으로 나뉘며, 일부는 "아직 오지 않은 사건들을 언급한다"고 믿는다.

## 배경
이 설교는 학자들에 의해 다양한 경우에 전달된 자료를 포함하고 있다고 널리 믿어진다.
마태오의 복음서와 마르코의 복음서에서 예수는 올리브산에서 헤로데 성전 맞은편에 있는 제자들에게 이 설교를 은밀히 전했다. 루가의 복음서에서 예수는 성전에서 얼마 동안 가르쳤고 밤에는 올리브산에 머물렀다.

## 성경 이야기

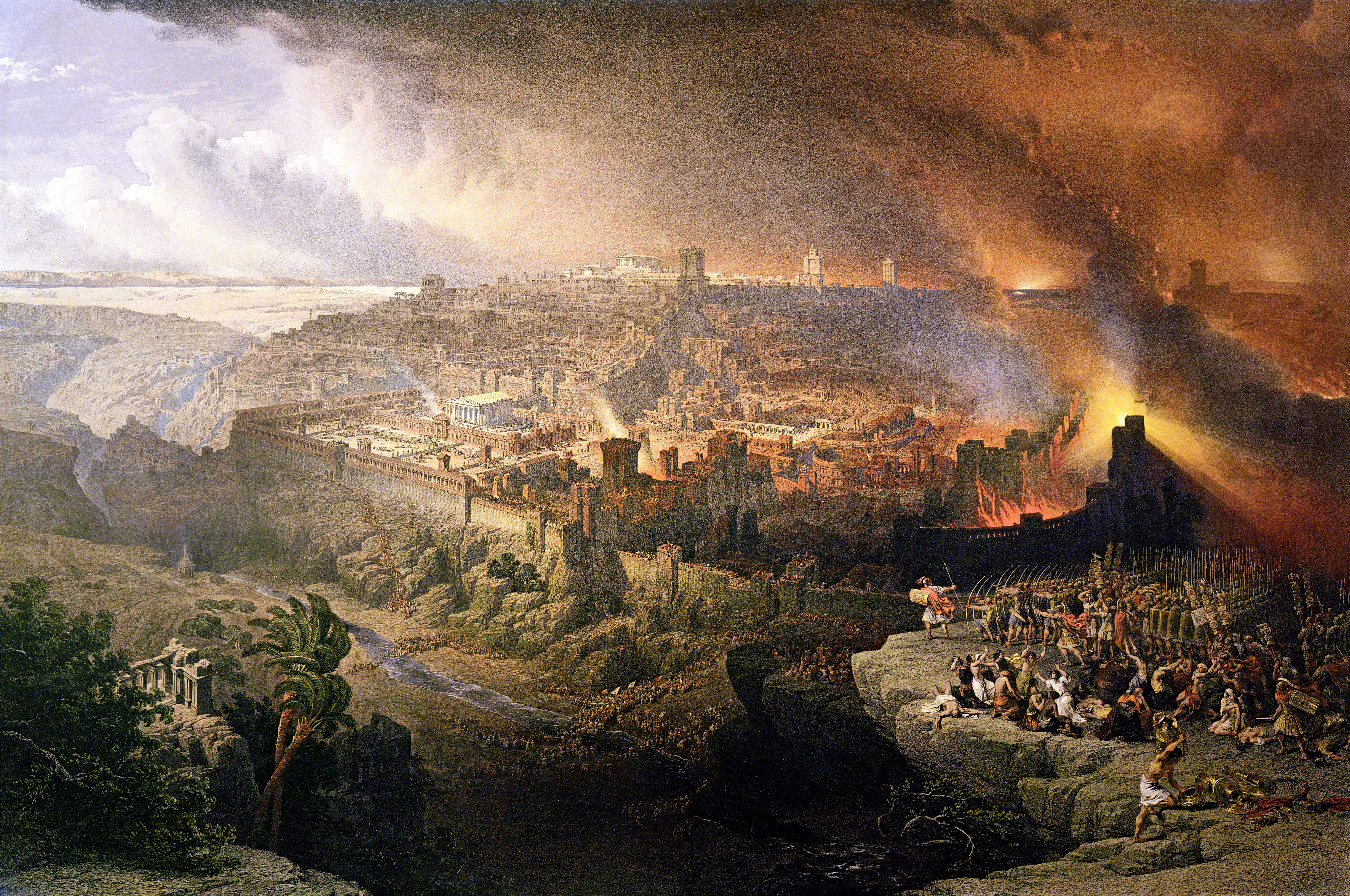
데이비드 로버츠의 예루살렘 공성전과 파괴 (1850)

공관복음서의 이야기에 따르면, 한 익명의 제자가 헤로데 성전의 위대함에 대해 언급한다. 예수는 그 돌들 중 하나도 온전히 남지 않고 모든 것이 폐허가 될 것이라고 대답한다.
제자들이 예수께 "이 일이 언제 일어나겠으며, 주님께서 다시 오시는 표징과 세상 끝의 표징은 무엇이겠습니까?"라고 물었다. 예수는 먼저 일어날 일들에 대해 그들에게 경고한다:
- 어떤 이들은 자신이 그리스도라고 주장할 것이다 (또한 적그리스도 참고);
- 전쟁과 전쟁 소문이 있을 것이다.

그리고 예수는 "산고의 시작"을 명시한다:
- 민족이 민족을 대적하고, 나라가 나라를 대적하여 일어날 것이다;
- 지진;
- 기근;
- 전염병;
- 무서운 사건들.

다음으로 그는 다가올 왕국으로 이어질 더 많은 산고를 묘사했다:
- 거짓 예언자들;[12][13][14]
- 배교;
- 예수 추종자들의 박해;
- 예수 메시지(복음)의 전 세계 확산.

예수는 이어서 제자들에게 황폐하게 하는 가증한 것이 "서지 말아야 할 곳에 서는 것"에 대해 경고했다.
예수가 "황폐하게 하는 가증한 것"을 묘사한 후, 그는 유대 사람들이 집에서 물건을 가져오기 위해 돌아가지도 말고 산으로 도망쳐야 할 정도로 긴급하게 경고한다. 예수는 또한 이 일이 겨울이나 안식일에 일어나면 도망치기가 훨씬 더 어려울 것이라고 경고했다. 예수는 이것을 이전의 어떤 일보다 더 심한 "환난의 때"라고 묘사했다.
예수는 환난의 때와 동시에 표징이 나타날 것이라고 말한다. "해는 어두워지고 달은 빛을 내지 않으며, 별들은 하늘에서 떨어지고, 하늘의 권능들이 흔들릴 것이다."
해와 달이 어두워진다는 진술은 이사야서의 인용문으로 보여 묵시적인 느낌을 준다. 해, 달, 별이 어두워진다는 묘사는 구약의 다른 곳에서도 사용된다. 요엘은 이것이 크고 두려운 주의 날 전에 나타날 표징이라고 기록했다. 요한의 묵시록도 일곱 인 중 여섯째 인이 떨어질 때 해와 달이 어두워지는 것을 언급하지만, 그 구절은 앞에서 언급된 구절들보다 더 자세한 내용을 추가한다.
예수는 환난의 때와 해, 달, 별이 어두워지는 표징 후에 인자가 큰 권능과 영광으로 구름을 타고 오는 것을 볼 것이라고 말한다. 인자는 천사들과 함께 올 것이며, 나팔 소리에 천사들이 "하늘 이 끝에서 저 끝까지 사방에서 그의 택한 자들을 모을 것"이다.(Matthew 24:31)
"휴거" 교리를 믿는 사람들(미국 복음주의에서 인기 있는 견해)은 이 구절에서 지지하는 것을 발견하고, 이것이 사람들이 땅에서 모여 하늘로 옮겨진다는 의미로 해석한다. 이것은 즈가리야서의 인용문과 직접적으로 관련되어 있으며, 하나님(그리고 일반적으로 하늘의 내용)이 땅으로 와서 이 목적을 위해 모인 택함 받은 자들 가운데 거할 것이라고 말한다.

## 임박
감람산 설교에서 예수는 그의 제자들에게 다음과 같이 말했다.
"진정으로 너희에게 말한다. 이 세대[그리스어: genea]는 이 모든 일이 일어나기까지 결코 지나가지 않을 것이다. 하늘과 땅은 없어지겠지만, 내 말은 없어지지 않을 것이다."— Matt. 24:34-35; Mark 13:30-31; Luke 21:32-33

"genea"라는 단어의 올바른 번역에 대해서는 상당한 논쟁이 있다. 현재 가장 흔한 영어 번역은 "세대"(generation)인데, 이는 감람산 설교의 저자가 예수의 재림이 예수의 동시대인들에 의해 목격될 것으로 기대했음을 시사하는 것으로 보인다. 그러나 대부분의 독일어 성경에서는 "genea"가 "가족/혈통"(geschlecht)으로 번역된다. 덴마크어, 스웨덴어, 노르웨이어도 마찬가지이다(각각 slægt, släkte, slekt). 덴마크 언어학자 이버 라르센(Iver Larsen)은 영어 킹 제임스 성경(1611)에서 사용된 "generation"이라는 단어가 오늘날보다 훨씬 넓은 의미를 가졌으며, "genea"의 올바른 현재 번역(특히 재림 이야기의 맥락에서)은 "사람의 종류"(특히 "선한" 종류의 사람들, 즉 예수의 말씀처럼 모든 환난을 견뎌낼 제자들의 종류)여야 한다고 주장한다. 시편 14편에서 킹 제임스 번역은 "하나님은 의인의 세대에 계시다"라고 선언할 때 분명히 "generation"을 지금은 구식인 의미로 사용한다. 라르센에 따르면, 옥스포드 종합사전은 "계급, 종류 또는 인물의 집합"이라는 의미의 "genea"가 가장 최근에 사용된 시점이 1727년이라고 밝히고 있다. 라르센은 그 이후로 영어에서 "generation"의 의미가 상당히 좁아졌다고 결론 내린다.
성경학자 필립 라 그랑주 뒤 투아(Philip La Grange du Toit)는 신약성경에서 "genea"가 주로 선하거나 악한 사람들의 영원하고 영적인 가족/혈통을 묘사하는 데 사용되며, 마태복음 24장의 재림 설교에서도 마찬가지라고 주장한다. 그러나 라르센과 달리 그는 여기서 "genea"라는 단어가 "나쁜" 종류의 사람들을 의미한다고 주장하는데, 이는 예수가 이전 맥락(23장)에서 그 단어를 경멸적인 의미로 사용했기 때문이다. 그는 또한 주요 경쟁 번역 대안들과 다양한 견해를 지지하는 일부 학자들을 나열한다.
- "이 세대"는 예수의 동시대인들을 지칭하며, 그들은 예수의 재림을 포함하여 4-31절에 요약된 "이 모든 일들"[πάντα ταῦτα]을 목격할 것이다(Davies & Allison 1997:367–368; Hare 1993:281; Maddox 1982:111–115). 예수의 동시대인들이 그의 재림을 목격하지 않았기 때문에, 일부는 예수가 그의 예측에서 오류를 범했다고 주장한다(Luz 2005:209; cf. Schweitzer 1910:356–364).
- "이 세대"는 예수의 동시대인들을 지칭하며, 그들은 4-22절 또는 4-28절에 요약된 "이 모든 일들"을 목격할 것인데, 이는 서기 70년의 성전 파괴와 그에 이르는 모든 것을 가리킨다. 따라서 예수의 재림(29-31절)은 "이 모든 일들"에서 제외된다(Blomberg 1992:364; Carson 1984:507; France 2007:930; Hagner 1995:715).
- "이 세대"는 Ἰουδαῖοι(유대인 또는 유대 지역 거주민)를 가리키며, 그들은 종족으로서 파루시아(Parousia)까지 지속될 것임을 암시한다(Hendriksen 1973:868–869; Schweizer 1976:458).
- 교부들의 견해에서 "이 세대"는 지옥의 문이 이기지 못할 교회를 가리킨다(cf. Chrysostom, Hom. Matt. 77:1; Eusebius, Frag. in Lc. ad loc).
- "이 세대"는 마태의 관점에서 "이 모든 일들"을 보는 미래의 어떤 세대를 가리킨다(Bock 1996:538–539; Conzelmann 1982:105).
- "일어나다" 또는 "일어났다"[γένηται]는 "시작하다" 또는 "시작을 가지다"라는 의미의 입사 부정과거로 해석된다. 다시 말해, "이 모든 일들"은 예수의 현재 제자들의 세대에 시작되겠지만, 그들의 시대에 반드시 끝나는 것은 아니다(Cranfield 1954:291; Talbert 2010:270).
- "이 세대"는 복음서의 다른 곳에서 "세대"[γενεά]에 대한 경멸적인 함의와 일치하는 특정한 종류의 사람들을 가리킨다(Morris 1992:613; Nelson 1996:385; Rieske 2008:225; 예: 마 11:16; 12:39, 41–42, 45; 16:4; 17:17; 23:36). 드 브루인(DeBruyn 2010:190)과 렌스키(Lenski 1943:953)는 이 표현을 비슷한 방식으로 해석하지만, "이 세대"를 예수를 거부했던 Ἰουδαῖοι의 특정한 종류의 사람들과 연결시킨다(위에서 논의된 견해 3 참조).[27]

데살로니카인들에게 보낸 첫째 편지에서 바울로는 자신과 자신이 편지를 쓰고 있는 그리스도인들이 자신들의 생애 동안 죽은 자의 부활을 볼 것이라고 생각했다. "우리가 주님의 말씀으로 너희에게 이르는 것은 이것이니, 곧 우리 살아남아 주님께서 오시는 때까지 남아 있는 자들도 잠든 자들보다 앞서지 못하리라." 그러나 그는 나중에 자신의 죽음이 예수의 재림보다 먼저 일어날 가능성도 고려했다. 하지만 요한의 복음서는 한 제자(요한)가 재림을 보게 될 것이라는 소문을 경시하는 듯하다.
"그리하여 공동체 안에 이 제자는 죽지 않을 것이라는 소문이 퍼졌다. 그러나 예수는 그에게 죽지 않을 것이라고 말씀하시지 않고, '내가 올 때까지 그가 머물기를 내 뜻이라면, 그것이 너에게 무슨 상관이냐?'라고 말씀하셨다."— John 21:23

## 기독교 종말론
네 가지 매우 다른 기독교 종말론 견해들이 있다.
과거주의는 이 모든 예언들이 서기 70년 예루살렘이 함락될 때까지 성취되었다는 믿음이다. 과거주의는 대부분의 예언, 심지어 모든 예언이 이미 성취되었으며, 일반적으로 서기 70년에 로마인들에 의한 예루살렘 파괴와 관련이 있다고 본다.
- 부분적 과거주의는 마태복음 24장, 다니엘서, 요한계시록 19장 또는 20장까지의 모든 내용을 포함하여 대부분의(그러나 전부는 아님) 성경 예언이 예루살렘이 파괴될 때 이미 성취되었다고 말한다.[31] 여전히 그리스도의 미래적 육체적 재림, 죽은 자의 부활, 최후의 심판을 믿기 때문에, 부분적 과거주의는 초기 기독교 신앙고백과 일치하므로 정통주의의 범주에 속한다.
- 완전 과거주의는 모든 성경 예언이 서기 70년까지 성취되었다고 말한다. 이는 미래의 심판, 그리스도의 재림, 죽은 자의 부활(적어도 비그리스도인들을 위한 것은 아님)을 지지하지 않는다. 모든 성경 예언이 성취되었다는 믿음 때문에, 때때로 "급진적"으로 간주되며 초기 기독교의 에큐메니컬 신경에 위배되므로 일반적으로 "비정통적"으로 묘사된다.

역사주의는 대부분의 예언이 현재 교회 시대 동안 성취되었거나 성취될 것이라고 본다. 이는 종교 개혁부터 19세기 중반까지 개신교의 주요 견해였다. 제칠일안식일예수재림교회에서만 역사주의가 현재 보수적인 기독교의 환난 이해 해석에 적용된다.
미래주의는 예수가 예측한 미래가 현대 인간 사회에서 이미 작용하고 있는 경향들로부터 사건들이 전개되는 것이라는 믿음이다.
미래주의는 일반적으로 모든 주요 미성취 예언이 환난이라는 세계적인 재앙과 전쟁의 시기에 성취될 것이며, 이 시기에 예수 그리스도의 천년 통치 동안 또는 그 이후에 많은 다른 예언들이 성취될 것이라고 본다. 많은 미래주의자들에 따르면, 현재 세속 사회를 괴롭히는 무법함과 배교가 있는 교회 시대 동안 많은 예언들이 현재 성취되고 있다. 이것은 환난 동안의 모든 다른 예언들의 다가오는 성취의 주요 징조로 간주된다. 지난 150년간 복음주의 기독교 내에서 미래주의는 예언의 지배적인 견해가 되었다. 그러나 1970년대경 복음주의 과거주의(미래주의의 정반대)는 특히 개혁주의 전통 내에서 미래주의의 지배에 대한 새로운 도전으로 여겨졌다. 그러나 미래주의는 현재로서는 지배적인 견해로 남아 있다.:p.7
미래주의자들은 모든 종말론적 예언을 성취할 많은 다가올 사건들을 예상한다. 즉 7년 환난 기간, 적그리스도의 세계 정부, 하르마게돈 전투, 예수의 재림, 그리스도의 천년 통치, 영원한 상태, 그리고 두 부활이다.
1970년에 처음 출판된 그의 인기 있는 책 『늦은 위대한 지구』에서 복음주의 기독교 작가 할 린지는 마태복음 24장의 예언적 정보가 "이스라엘의 재탄생"을 목격하는 "세대"가 Matthew 24:1–33에 언급된 "징조"의 성취를 관찰할 같은 세대이며, 이는 약 1988년에 그리스도의 재림으로 완성될 것이라고 주장했다. 그는 1948년 "이스라엘의 재탄생"에서 시작하여 한 세대를 "약 40년"으로 보았다. 린지는 나중에 그의 40년 일정을 100년으로 늘려, 최종 "세대"가 이스라엘의 재탄생으로 시작되었는지 더 이상 확신할 수 없다고 썼다.틀:Full citation needed
복음주의 목사 레이 스테드먼이 쓴 또 다른 상세한 분석은 이를 "감람산 예언: 성경에서 가장 상세한 예측"이라고 부른다. 스테드먼에 따르면: "구약과 신약 모두에 많은 예언적 구절들이 있지만, 예수께서 올리브산에서 전하신 메시지보다 더 명확하거나 더 상세한 것은 없다. 이 메시지는 주님께서 십자가에 달리시기 전 마지막 주의 격동적인 사건들 동안 주어졌다."
이상주의자는 성경에서 예언적 사건들의 시기에 대한 증거를 찾지 못한다. 따라서 그들은 그 시기를 미리 결정할 수 없다고 결론 내린다. 이상주의자들은 예언적 구절들이 현세에 적용될 하나님에 대한 진리를 가르치는 데 큰 가치가 있다고 본다. 이상주의는 주로 자유주의 학문과 관련이 있으며, 예언이 언제 성취될 것인가에 대한 현재 복음주의 기독교의 논의에서는 주요 요소가 아니다.
보수적인 복음주의 기독교 사상 내에서, 케네스 L. 젠트리와 토마스 아이스 신학자들 간의 논쟁에서 환난에 대한 두 가지 상반된 견해가 제시되었다.:197–99
과거 사건으로서의 환난 (젠트리 박사)
- 환난은 1세기에 일어났다.
- 그 사건들은 하나님의 이스라엘에 대한 집중과 높임의 끝을 알렸다.
- 예수의 예언들은 하나님의 계획에서 기독교 시대의 시작을 알렸다.
- 환난은 메시아를 거부한 이스라엘에 대한 하나님의 심판이다.
- 환난의 심판은 고대 예루살렘을 둘러싼 지역 사건들에 집중될 것이며, 또한 이전 로마 제국의 다른 부분들에도 어느 정도 영향을 미칠 것이다.
- 환난의 심판은 그리스도로서의 예수에 의해 다스려져 이스라엘에 대한 그의 심판을 반영하며, 그가 하늘에서 그 사건들을 통제하고 있음을 보여준다.

미래 사건으로서의 환난 (아이스 박사)
- 환난은 아직 오지 않았으며 빠르게 다가오는 전망이다.
- 그 사건들은 하나님의 이스라엘에 대한 집중과 높임의 시작을 알렸다.
- 예언은 교회가 세상에서 취해진 직후 기독교 시대가 끝날 것이라고 말한다.
- 그것은 이스라엘에 대한 하나님의 심판이라기보다는 이스라엘이 그녀의 메시아를 받을 준비를 하는 것이다.
- 심판은 문자적으로 항성 우주에 영향을 미치고 지구 전체에 영향을 줄 재앙들을 포함한다.
- 환난에 그리스도가 오시는 것은 그 심판들을 끝내기 위한 그의 공개적이고 가시적이며 육체적인 임재를 필요로 한다.

## 같이 보기
- 최후의 심판
- 신약성경의 예수의 삶
- 무화과나무의 비유
- 기독교 종말론적 차이 요약